# Baviaanskloof Mega Reserve
La Baviaanskloof Mega Reserve est une aire protégée dans la province du Cap-Oriental en Afrique du Sud.

## Géographie
La Baviaanskloof (néerlandais pour "Gorge des Babouins") se trouve entre les montagnes Baviaanskloof et Kouga. Le point le plus à l’est de la vallée se trouve à quelque 95 km au nord-ouest de la ville côtière de Port Elizabeth. La région de Baviaanskloof comprend un ensemble d’aires protégées officielles gérées par la Commission des parcs du Cap-Oriental, totalisant environ 500 000 hectares, dont la plus connue est la réserve naturelle de Baviaanskloof (184 385 ha), la troisième plus grande zone protégée d’Afrique du Sud. La réserve forestière Baviaanskloof fut créée en 1920. Elle comprend également la réserve naturelle de Groendal et la réserve naturelle de Formosa, ainsi que des terrains privés.
La région de Baviaanskloof est d’une beauté naturelle exceptionnelle. En raison de ses formations géologiques spectaculaires et d'une grande diversité florale et faunique, la région fait partie du site du patrimoine mondial de la région floristique du Cap depuis 2004.

## Galerie

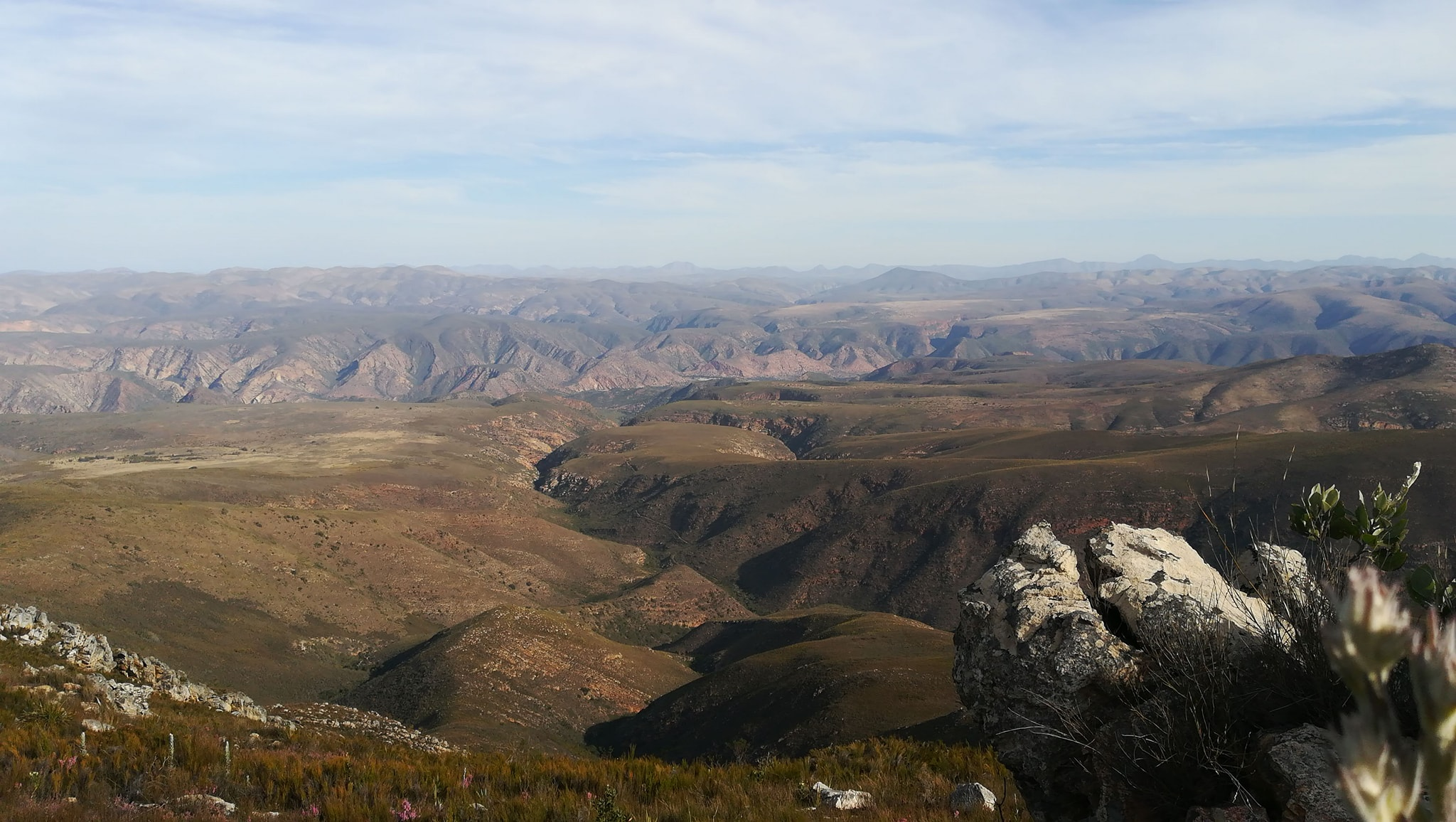
Paysage de montagnes
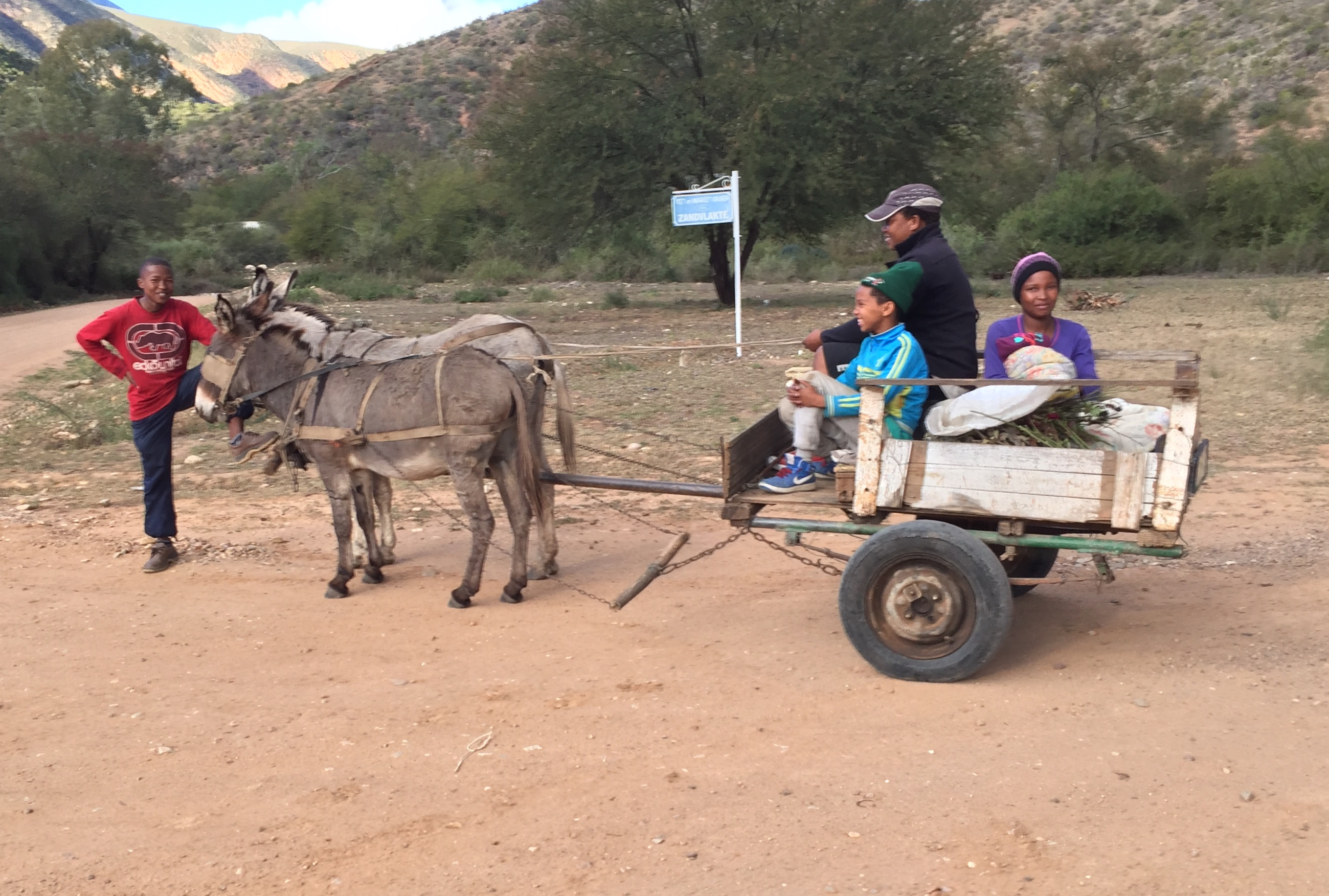
Transport traditionnel dans la région
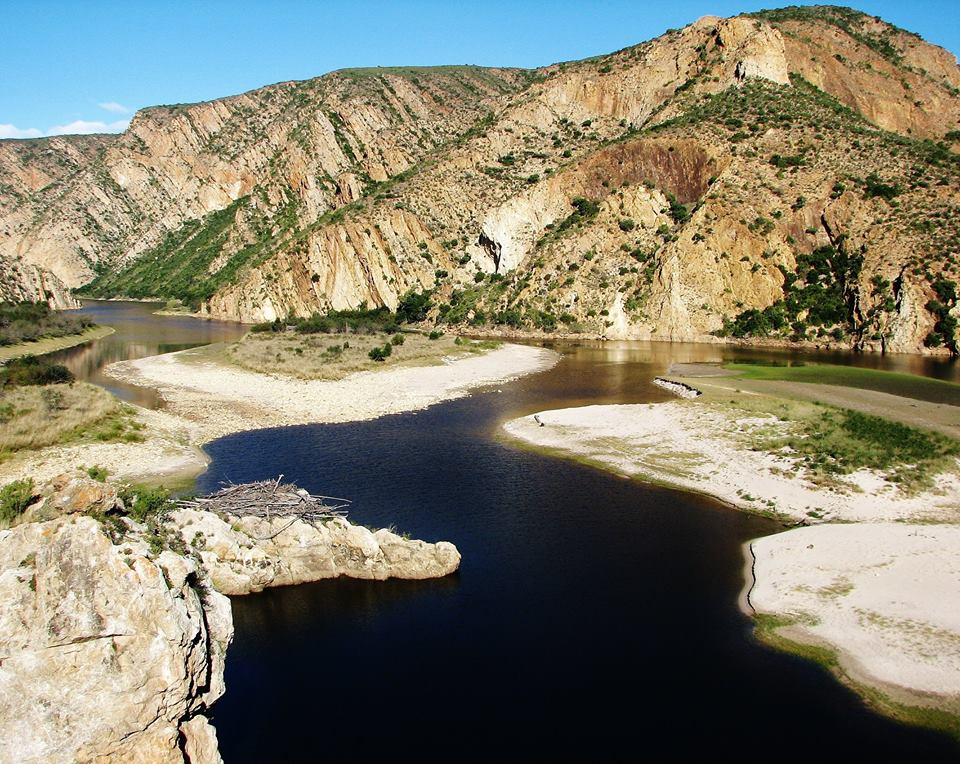
Rivière Kouga
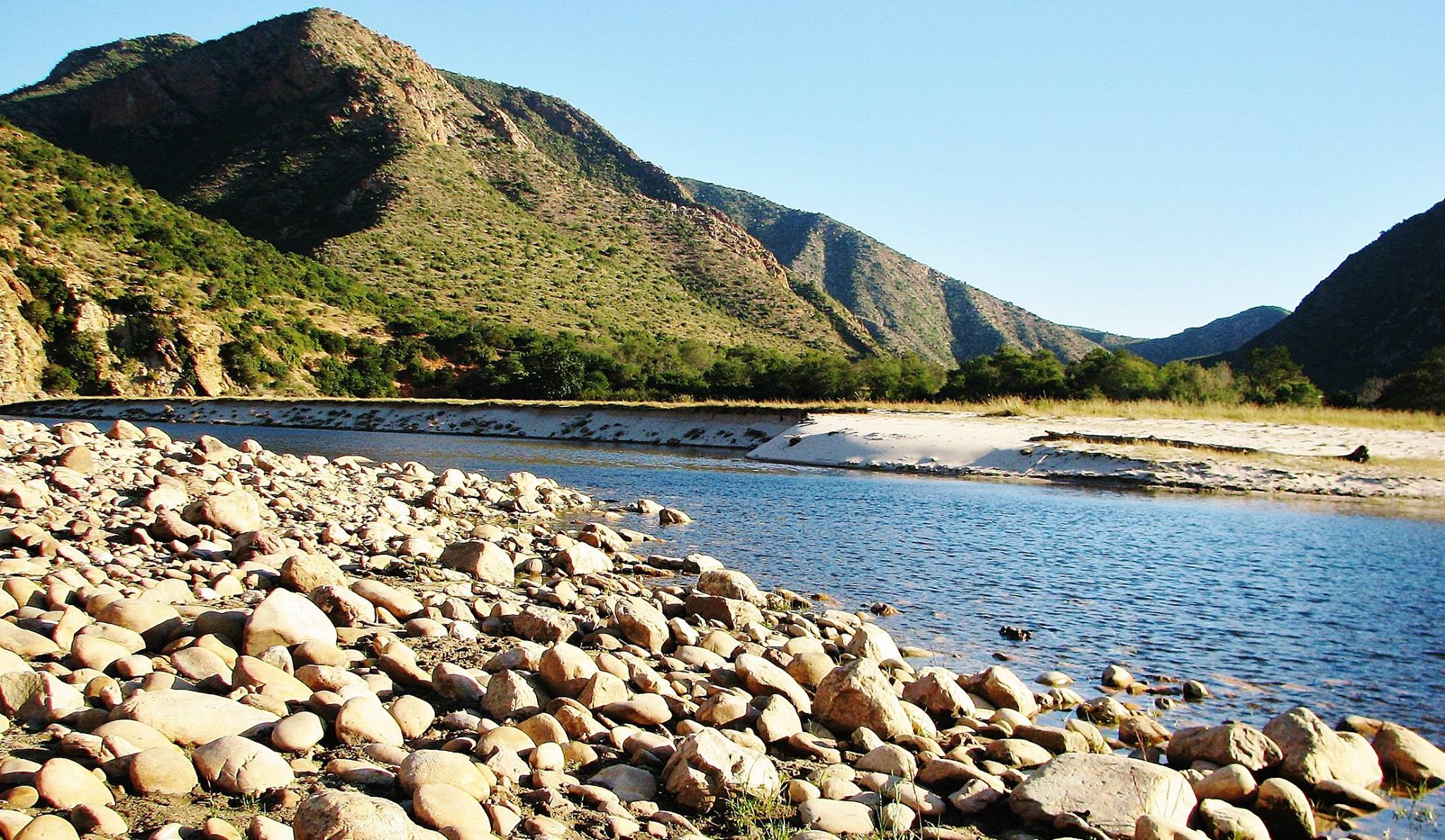
Rives de la rivière